# 사이언톨로지

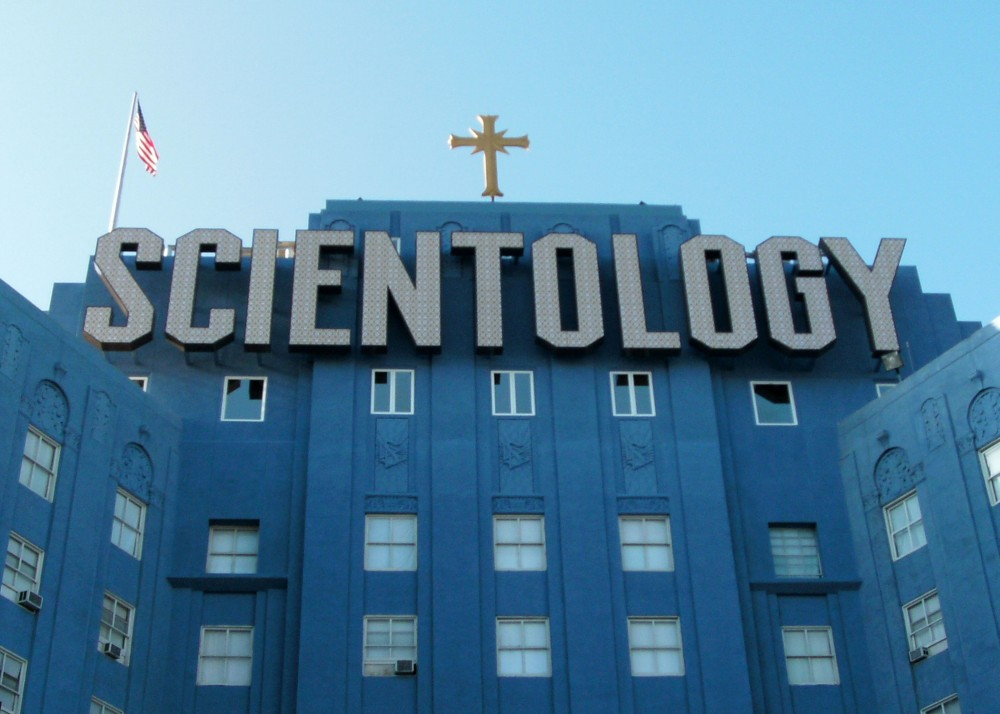

사이언톨로지(영어: Scientology)는 L. 론 허버드가 창시한 종교 철학이다. 이 철학을 종교로 주장하게 된 것은 사이언톨로지교의 설립 이후이다.